# Callianthemum insigne
Callianthemum insigne är en ranunkelväxtart som först beskrevs av Takenoshin Nakai, och fick sitt nu gällande namn av Takenoshin Nakai. Callianthemum insigne ingår i släktet Callianthemum och familjen ranunkelväxter. Utöver nominatformen finns också underarten C. i. hondoense.